# Гассельблат, Виталий Алексеевич
Виталий Алексеевич Гассельблат (1879 — 1932) — русский и советский промышленник, горный инженер.
Стоял у истоков советской отечественной тяжелой промышленности. По его проекту и инициативе строился ряд крупных предприятий отечественной индустрии СССР: Магнитогорский металлургический комбинат, Уральский завод тяжелого машиностроения, Уральский вагоностроительный завод, Нижнетагильский металлургический завод, Красноуральский металлургический завод и Уфалейский никелевый завод.

## Биография
Родился 19 марта (1 апреля по новому стилю) 1879 года на Тирлянском заводе Верхнеуральского уезда Оренбургской губернии в дворянской семье. Его отец — Аксель Эмильевич Гассельблат, выпускник технической школы, приехал на Урал в 1874 году.
В 1898 году окончил Уфимскую мужскую гимназию и в 1900 году поступил в Императорский Санкт-Петербургский университет. В 1902 году за революционную деятельность был арестован и исключен из университета. В 1903 году был выслан в Уфу. До 1906 года работал на Урале и за границей. Окончил Горный институт в Санкт-Петербурге.
В 1909—1912 годах Гассельблат работал управляющим Бельским речным пароходством в Уфе, в 1912—1916 годах был управителем Саткинского завода, где во время его работы была построена доменная печь, на которой был установлен мировой рекорд выплавки стали. В 1916—1918 годах он работал управляющим акционерного общества «Лысьвенский горный округ наследников графа П. П. Шувалова». В эти годы шла Первая мировая война, произошла Октябрьская революция и началась Гражданскай война. Будучи социал-демократом, Виталий Гассельблат позитивно встретил революцию и сотрудничал с новой властью. Управление округом было возложено на Совет, который назначил Гассельблата техническим управляющим. В декабре 1918 года, когда фронт Гражданской войны приблизился к Лысьве, старший персонал завода был эвакуирован в Пермь. Здесь Гассельблат был назначен членом технического совета областного Управления национализированных предприятий Урала (Пермь).
С февраля 1919 года он работал в Москве в отделе металлов Высшего совета народного хозяйства (ВСНХ) старшим инженером-металлургом. В июле этого же года был командирован в качестве инженера-консультанта на Урал в комиссию В. Я. Чубаря по восстановлению уральской промышленности. В 1919—1922 Виталий Алексеевич был член Президиума Промышленного бюро ВСНХ на Урале и членом Президиума Уралсовнархоза. С 1923 по 1928 годы работал на различных должностях при переустройстве уральской промышленности. В 1924 году был членом президиума Уральской плановой комиссии и правления Главмета в Москве. В январе-августе 1925 года был командирован за границу для изучения производства на предприятиях Германии, Австрии, Англии и других стран Европы. В августе 1925 года был назначен главным инженером созданного в Свердловске Уралпроектбюро. В марте 1929 года Гассельблат был назначен главным инженером Магнитостроя. В начале 1930 года находился в командировках в США и Германии с целью закупки оборудования, в октябре 1930 года вернулся в СССР.
Одновременно занимался общественной деятельностью — в 1928—1930 годах был членом ЦИК СССР; участвовал в 1-м (1921) и 2-м (1924) Всесоюзных съездах научных деятелей по металлургии, а также совещаниях о перспективах развития промышленности на Урале.
В ноябре 1930 года был арестован и в 1931 году осужден коллегией ОГПУ по делу «Уральского центра контрреволюционных инженерных организаций». Расстрел был заменен 10 годами лишения свободы в концентрационном лагере Чибью.
Погиб 4 января 1932 года в этом же лагере, ныне город Ухта, «от грудной жабы при явлениях постепенного упадка сердечной деятельности».
Был полностью реабилитирован в 1989 году.